# 王信 (北宋)
王信（988年—1048年），字公亮，北宋太原（今山西省太原市）人。
王信年轻时勇悍。宋真宗大中祥符年间，应募从军潞州以功补龙神卫指挥使，转任龙卫都虞候兼鄜延巡检。宋仁宗康定初年，三川口之战，刘平率领的宋军战败，王信率部攻打西夏兵，独其所部有斩获。擢知镇戎军，改知保安军兼鄜延路兵马都监、保州刺史。始至，夏军数万围城，他率精兵二千出战，将敌人击退。定川砦之战，拒夏军有功。转任马步军都虞候、象州防御使。庆历末年，为贝州城下都总管，率军镇压王则起义。破贝州城，擒王则，拜感德军节度观察留后。召为步军副都指挥使，未至去世，赠武宁军节度使兼侍中。